# Хейд, Чарльз
Шарль Морис Хейд III (англ. Charles Maurice Haid III) (род. 2 июня 1943) американский актёр и режиссёр, известен работами в кинематографе и на телевидении. Наибольшую известность получил за роль сотрудника Энди Ренко в сериале Блюз Хилл-стрит.
Хейд родился в Сан-Франциско, в семье Грейс Мариан (урождённая Фолгер) и Шарля Мориса Хейда-младшего. Находясь в Технологическом институте Карнеги (сейчас Университет Карнеги-Меллона), он встретил Стивена Бочко. Являлся продюсером мюзикла Godspell в 1971 году.
Хейд является двоюродным братом телеведущего ток-шоу Мерва Гриффина.

## Работы
Сержант Пол Счонски в сериале Delvecchio в 1976/1977 годах.
В 1980-е годы играл роль Энди Ренко в полицейском драматическом сериале Блюз Хилл-стрит, а также в 1980 году исполнил роль доктора Мейсона Пэрриша в фильме Другие ипостаси.
В 2004—2005 годах играл роль СиТи Финни, коррумпированного капитана полиции Нью-Йорка в шестом сезоне сериала NBC Третья смена.
В 2004 году Хейд озвучил кролика «Лакки Джека» в Диснеевском анимационном фильме Не бей копытом. За двадцать лет до этого Хейд уже имел опыт озвучивания главного героя «Лося Монтгомери» в пилотном эпизоде сериала Поладить с Гэнгом. Но затем он был заменён на Маркуса Спарки.
Под его руководством снимались эпизоды Скорой помощи, которые принесли ему премию Гильдии режиссёров и его также выдвигали на премии за телевизионную постановку Солдаты Буффало и эпизоды Полиции Нью-Йорка.